# Чандраян-3
Чандраян-3 (англ. Chandrayaan 3) — робототехнічна місія Індії з дослідження Місяця, третя після «Чандраян-2». Запуск космічного апарата за допомогою ракети-носія LVM3 було здійснено 14 липня 2023 року. 23 серпня 2024 року, о 15:32 (за київським часом), апарат здійснив м'яку посадку в районі Південного полюсу Місяця.

## Історія
Індійська організація космічних досліджень і розробок (ISRO) запустила «Чандраян-2» на борту ракети-носія Launch Vehicle Mark-3 (LVM3), що складається з орбітального апарата, посадкового модуля та місяцеходу. Посадковий модуль мав здійснити посадку на поверхню Місяця у вересні 2019 року для розгортання місяцехіда «Pragyan» («Мудрість»). Зрештою посадковий модуль зазнав аварії, оскільки відхилився від запланованої траєкторії під час спроби приземлитися.
Після «Чандраян-2» було запропоновано «Чандраян-3» і подальші місячні місії. Головною метою «Чандраян-3» було здійснення м'якої посадки на поверхню Місяця.
Європейська мережа космічного стеження (ESTRACK), якою керує Європейське космічне агентство (ЄКА), підтримує місію. Згідно з новою угодою про перехресну підтримку, підтримка ЄКА у відстеженні може бути надана майбутнім місіям ISRO, як-от перша індійська програма польоту людини в космос «Гаганьян» та місія з дослідження Сонця Адітья-L1. Своєю чергою, майбутні місії ЄКА отримають аналогічну підтримку від власних станцій стеження ISRO.
Індія стала четвертою країною, яка змогла посадити на Місяці свій космічний апарат. До того це змогли зробити тільки США, Китай і колишній СРСР.

## Конструкція
Місія «Чандраян-3» схожа на попередню, але складається тільки з перелітного і посадкового модуля «Вікрам», до складу останнього включений місяцехід «Pragyan». Місія не матиме орбітального апарата, але його силовий модуль виконуватиме функцію комунікаційного супутника.

### Силовий модуль

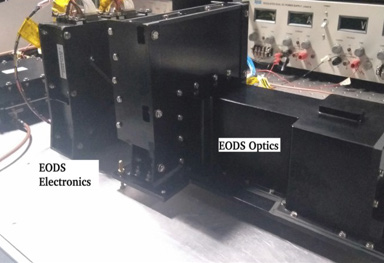
Спектро-поляриметрія придатної для життя планети Земля (SHAPE) на руховому модулі

Його силовий модуль буде поводитися як супутник зв'язку. Силовий модуль буде рухати структуру, що містить посадковий модуль і марсохід, у космос, доки космічний корабель не досягне місячної орбіти на висоті 100 км. Пропульсивний модуль, окрім посадкового модуля, також несе корисне навантаження під назвою Спектро-поляриметрія населеної планети Земля (SHAPE) для вивчення спектральних і поляриметричних вимірювань Землі з місячної орбіти.

### Посадковий апарат
На відміну від «Чандраян-2» (Chandrayaan-2), який мав п’ять двигунів потужністю 800 Ньютонів, а п’ятий був встановлений по центру з фіксованою тягою, посадковий апарат «Чандраян-3» має лише чотири двигуни з дросельною заслінкою. Окрім того, апарат «Чандраян-3» оснащений лазерним доплерівським вимірювачем швидкості (LDV). Ударні опори «Чандраян-3» були посилені порівняно з «Чандраян-2», також було вжито ряд заходів, щоб витримати можливу поломку обладнання. Для проведення теплофізичного експерименту «Chandra Surface» з вимірювання теплопровідності та температури на посадковому модулі (ChaSTE, Chest), «Чандраян-3» обладнаний інструментом «Місячна сейсмічна активність» (ILSA), який призначений для вимірювання сейсмічності навколо місця посадки та корисних навантажень, а також інструментом під назвою «Зонд Ленгмюра» (RAMBHA-LP) для оцінки щільності плазми та її коливань. Окрім того, для досліджень місячної лазерної дальності, буде застосована решітка пасивного лазерного ретрорефлектора Laser Retroreflector Array (LRA) від NASA. Зазначена лазерна ретрорефлекторна решітка складається з восьми круглих кварцових призматичних відбивачів діаметром 1,27 см, розміщених на напівсферичній платформі діаметром 5,11 см і висотою 1,65 см, пофарбованої в золотистий колір. Всі відбивачі направлені в різні сторони, охоплюючи поле, що відображає близько 20°. Завдяки цьому LRA відображає падаюче на нього світло з усіх боків.

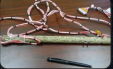
Поверхневий теплофізичний експеримент Chandra (ChaSTE) на посадковому модулі
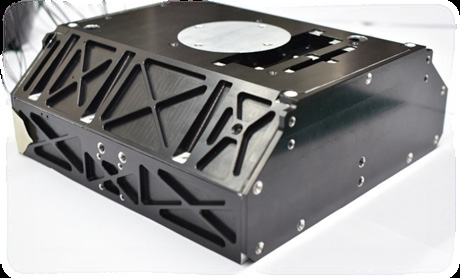
Прилад для місячної сейсмічної активності (ILSA) на посадковому модулі
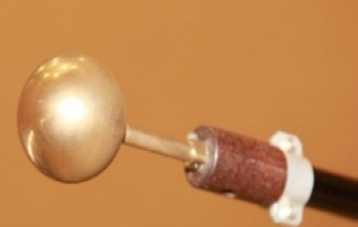
Зонд Ленгмюра (RAMBHA-LP) на посадковому модулі

## Команда
- Голова ISRO: Шрідхар Панікер Сомнатх[17]
- Директор кампанії: Моханкумар С.[18]
- Помічник керівника кампанії: Нараянан Г.[19]
- Директор проекту: Віерамутхувель П.[20]
- Заступник директора проекту: Калпан К.[21]
- Режисер автомобіля: Біджу С. Томас[22]

## Вартість місії
2019 року ISRO спочатку запросило 75 крор рупій (9,4 млн дол. США), з яких 60 крор спрямовані на обладнання, виробництво необхідних частин та інші капітальні витрати, тоді як решта 15 крор рупій — на покриття операційних витрат, таких як оплата праці.
У 2020 році колишній глава ISRO Сіван К. заявив, що загальна вартість місії «Чандраян-3» складе близько 615 крор рупій (еквівалент 715 крор або 90 млн доларів США за курсом 2023 року). Для порівняння, вартість попередньої індійської місії «Чандраян-2» становила 978 крор рупій (117 млн дол. США), а вартість російської «Луни-25» — щонайменше 12,5 млрд рублів (130 млн дол. США).

## Хід місії

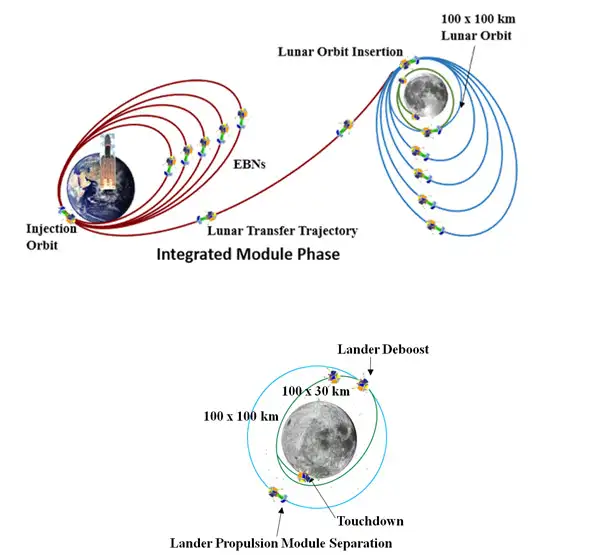
Схема польоту місії

Після виходу «Чандраян-3» на навколомісячну орбіту його посадковий модуль «Вікрам» мав здійснити м'яку посадку на поверхню Місяця, потім ровер, оснащений дослідницьким обладнанням, з'їхати з платформи й почати проведення хімічного аналізу поверхні природного супутника Землі. Місія місяцехода масою 20 кг розрахована на 14 земних діб.

### Підготовка до запуску
Попередньо запуск «Чандраян-3» було заплановано на червень 2023 року.
На початку липня 2023 року було повідомлено, що індійські вчені підготували до відправлення місячний автономний посадковий апарат і місяцехід «Pragyan» («Мудрість») у рамках місії «Чандраян-3». Обидва апарати було встановлено у верхній ступені індійської ракети-носія LVM3 на космодромі імені Сатіша Дхавана в Шрихарикоті.
12 липня 2023 року Індійська організація космічних досліджень і розробок (ISRO) повідомила, що підготовку «Чандраян-3» до старту завершено й дозволено його запуск 14 липня 2023 року.

### Запуск
Запуск космічного корабля відбувся 14 липня 2023 року о 14:35 за місцевим часом (09:05 за UTC) з космодрому Сатіашрай.
Через 16 хвилин після старту космічний корабель, як і планувалось, відокремився від LVM3 та вийшов на орбіту Землі, прямуючи до Місяця. Як очікувалося, подальші маневри вивели космічний корабель на орбіту Місяця.

### Політ
5 серпня 2023 року «Чандраян-3» було успішно виведено на еліптичну навколомісячну орбіту. Станція надіслала з місячної орбіти зображення. Апарат мав провести низку орбітальних маневрів перед відокремленням посадкового модуля з місяцеходом від модуля з руховою установкою для подальшого примісячення, яке заплановане на 23 серпня 2023 року.
17 серпня 2023 року космічна станція «Чандраян-3» наблизилася до Місяця, вийшла на майже кругову орбіту 153 × 163 км й підготувалася до відділення посадкового модуля. Того ж дня ISRO оголосила про успішне відділення посадкового модуля від перелітного модуля.
Посадку на поверхню Місяця було здійснено 23 серпня 2023 року. Того ж дня місяцехід «Pragyan» («Мудрість») спустився з посадкового модуля «Вікрам» на поверхню Місяця.

### Дослідження
24 серпня 2023 року місяцехід «Pragyan» («Мудрість») почав досліджувати поверхню Місяця. Шестиколісний місяцехід працює на сонячних батареях. Він має рухатися навколо відносно малодослідженого південного полюса Місяця та передавати зображення й інші дані протягом запланованого двотижневого терміну служби.
28 серпня 2023 року, за повідомленням Індійської організації космічних досліджень і розробок (ISRO) стало відомо, що за допомогою ChaSTE було здійснено вимір температурного профілю місячного ґрунту навколо полюсу Місяця. Температурний зонд ChaSTE, який оснащений керованим механізмом проникнення та 10 окремими температурними датчиками, досяг глибини 10 см під поверхнею Місяця. В результаті індійські вчені заявили про сенсаційне відкриття, а саме, раніше всі на Землі вважали, що температура на поверхні Місяця може становити від 20 до 30 °C, але в дійсності вона становить 70 °C. Окрім того, було досліджено сейсмічну активність Місяця, зокрема, посадковий модуль зареєстрував потенційний місяцетрус.
29 серпня 2023 року, місяцехід «Pragyan» («Мудрість») надіслав дані, що підтверджують наявність сірки у ґрунті поблизу південного полюса Місяця. Вимірювання елементного складу поверхні Місяця було здійснено за допомогою приладу лазерно-індукованої спектроскопії пробою (LIBS), вистрілюючи інтенсивними лазерами в поверхню Місяця і генеруючи гарячу плазму. Вивчаючи світло від отриманої плазми, дослідники змогли ідентифікувати довжини хвиль різних частинок у цій конкретній ділянці Місяця. В ISRO додали, що, як і очікувалося, на поверхні супутника Землі було уточнено хімічний склад місячного реголіту, в складі якого було виявлено алюміній, кальцій, залізо, хром, титан, марганець, кремній та кисень.

### Завершення місії
2 вересня 2023 року, місяцехід завершив свою основну наукову програму та був переведений у режим сплячки. Місяцехід припаркувався таким чином, щоб його сонячні панелі отримали світло при наступному сході Сонця 22 вересня 2023 року. При цьому, все його корисне навантаження було вимкнено, окрім приймача, який залишився увімкненим. Якби місяцехід вдалося розбудити, він отримав би нові завдання і продовжив досліджувати Місяць.
З початком місячного дня 22 вересня 2023 року місяцехід та посадковий модуль на зв'язок не вийшли. Це було очікувано, ровер і модуль не були підготовлені до «зимівлі» за температури -250 °C, але надія була.
На початку грудня 2023 року стало відомо, що космічний модуль перебуває на віддаленій навколоземній орбіті. 22 листопада 2023 року він пройшов свій перший перигей на відстані 154 тис. км від Землі. За заявою ISRO, на новій орбіті модуль продовжить спостереження Землі. До того Індія не повідомляла про план повернення космічного модуля на орбіту Землі.
Наприкінці грудня 2023 року, згідно повідомлення ISRO в ході фестивалю науки і технологій, який відбувся в Мумбаї, було повідомлено, що місяцехід «Pragyan» («Мудрість») залишиться в режимі глибокого сну і спроб реактивувати апарат здійснюватися більше не буде. Згідно заяви, місяцехід зробив свій внесок у земну науку, і турбувати його сон безглуздо.